# John Scalzi
John Michael Scalzi II, född 10 maj 1969 i Fairfield, Kalifornien, är en amerikansk författare, skribent, och f.d. ordförande i organisationen Science Fiction and Fantasy Writers of America. Han är mest känd för sin bokserie Old Man's War, romanen Lock In, och sin blogg Whatever. Scalzi vann Hugopriset i kategorin "Best Fan Writer" 2008 huvudsakligen för texterna på sin personliga blogg. 2013 vann Scalzi Hugopriset för bästa roman för boken Redshirts. Scalzi skriver även artiklar om ämnen som ekonomi, TV-spel, astronomi och film, och har varit kreativ konsult för TV-serien Stargate Universe. Scalzis böcker har översatts till fler än 20 språk.

## Biografi
John Scalzi föddes i Kalifornien och växte upp i olika förorter till Los Angeles. Efter att ha gått på en privat high school började Scalzi studera på University of Chicago. Under en kort tid på universitet handleddes Scalzi av författaren och Nobelpristagaren Saul Bellow, men Scalzi valde senare att istället fokusera på sitt jobb som studentombudsman. Skolåret 1989–1990 var Scalzi även chefredaktör på universitets studenttidning, The Chicago Maroon.
Efter att ha tagit examen 1991 jobbade Scalzi som filmkritiker för dagstidningen The Fresno Bee, på vilken han så småningom även blev kolumnist. 1996 anlitades Scalzi som skribent och redaktör på internetkoncernen AOL och flyttade i samband med det till staden Sterling i delstaten Virginia. Scalzi blev uppsagd från AOL 1998, och har sedan dess ägnat sig åt att vara  författare och frilansjournalist på heltid.
Scalzi var ordförande för författarorganisationen Science Fiction and Fantasy Writers of America åren 2010–2013.
Han bor i staden Bradford i Ohio med sin fru, dotter och flera husdjur.

## Författarskap
Scalzi debuterade 2005 med science fiction-romanen Old Man's War, som handlar om en framtid där 75-åriga jordbor rekryteras av en militär organisation för att försvara olika människokolonier i rymden. I senare utgåvor av boken har Scalzi pekat på Old Man's Wars oavsiktliga likhet med Robert A. Heinleins militära sci-fi-roman Stjärnsoldaten, och tackat Heinlein i efterordet. Old Man's War publicerades ursprungligen i serieform på Scalzis blogg 2002, vilket ledde till att förlaget Tor Books hörde av sig med ett erbjudande om att ge ut den som bok. Old Man's War nominerades till Hugopriset för bästa roman 2006.
Den andra boken Scalzi publicerade var Agent to the Stars. Scalzi började skriva den redan 1997, och 1999 lade han ut den som en "shareware-roman" på internet och bad läsare donera en dollar om de gillade boken. 2004 släppte han boken gratis. Agent to the Stars publicerades i en begränsad signerad och inbunden upplaga av förlaget Subterranean Press 2005, och sedan i vanlig pocketutgåva av Tor Books 2008.
Uppföljaren till Old Man's War, The Ghost Brigades, gavs ut 2006. Samma år publicerades även The Android's Dream, som dock inte fick lika bra mottagande som Old Man's War-böckerna. Bl.a. har The Android's Dream kritiserats för att inledningen förlitar sig lite väl mycket på skämt om väderspänningar.
I augusti 2006 vann Scalzi det litterära priset John W. Campbell Award for Best New Writer.
I februari 2007 släpptes "The Sagan Diary", en novell som utspelar sig i samma värld som Old Man's War-böckerna. Scalzi avslöjade att han ursprungligen skrivit den på fri vers, men sedan skrivit om den till prosa. En inläsning av "The Sagan Diary" gjordes av science fiction-författarna Elizabeth Bear, Mary Robinette Kowal, Ellen Kushner, Cherie Priest, Karen Meisner och Helen Smith, och lades upp på Scalzis hemsida för nedladdning. Texten till The Sagan Diary gick att läsa gratis via förläggaren Subterranean Press.
Den tredje boken i serien, "The Last Colony", gavs ut i april 2007. 2008 nominerades den till Hugopriset för bästa roman, men vann inte. Den fjärde boken, "Zoe's Tale", behandlar händelserna i "The Last Colony", men ur ett annat perspektiv. "Zoe's Tale" nominerades till Hugopriset för bästa roman 2009.
Scalzi var redaktör för ljudboksantologin "METAtropolis", som släpptes av Audible.com 2008. I "METAtropolis" medverkar bl.a. Scalzi, Elizabeth Bear, Tobias Buckell, Jay Lake, och Karl Schroeder. Boken lästes in av Battlestar Galactica-skådespelarna  Michael Hogan, Alessandro Juliani och Kandyse McClure, och nominerades till Hugopriset i kategorin "Best Dramatic Presentation, Long Form" 2009. Uppföljaren, METAtropolis: Cascadia, gavs ut 2010 med Jay Lake som redaktör. "METAtropolis" publicerades så småningom både av Subterranean Press (2009) och Tor Books (2010). 
I april 2007 avslöjade Scalzi att han skulle skriva en reboot av H. Beam Pipers "Little Fuzzy", med titeln "Fuzzy Nation". Boken publicerades av Tor Books i maj 2011.
En av få noveller Scalzi skrivit, "After the Coup", publicerades på Tor.com och nominerades till priset Locus Award för bästa novell. Tor Books släppte den som e-bok 2009.
I juli 2012 offentliggjordes det att den femte Old Man's War-boken, The Human Division, skulle släppas som en serie e-böcker mellan januari 2013 och april 2013. En tryckt version av boken skulle sedan ges ut i maj 2013 och innehålla delar som inte ingick i e-böckerna.
2012 publicerade Scalzi den fristående romanen "Redshirts: A Novel with Three Codas", som vann Hugopriset för bästa roman 2013.
I september 2014 meddelade Scalzi att han skulle skriva en ny bok i Old Man's War-serien, med titeln The End of All Things, som skulle släppas 2015. Boken släpptes först som en serie om fyra e-böcker i juni 2015, och sedan som en tryckt samling i augusti 2015.
I maj 2015 kungjorde Tor Books att man skrivit ett avtal till ett värde av 3,4 miljoner dollar med Scalzi. Avtalet omfattar 10 år och 13 böcker: 10 romaner för vuxna och 3 för ungdomar/unga vuxna. De 13 böckerna inkluderar ytterligare en "Old Man's War"-bok, en uppföljare till Lock In (2014) med titeln "Head On", en ny rymdopera-serie, och flera fristående böcker.
TV-bolaget Legendary Television har köpt rättigheterna till Scalzis bok Lock In.

### Prosa

#### Bokserier

##### Old Man's War-serien
- Old Man's War Scalzi, John (2005). Old Man's War. Old Man's War. Tor Books. ISBN 0-7653-0940-8
- The Ghost Brigades Scalzi, John (2006). The Ghost Brigades. Old Man's War. Tor Books. ISBN 0-7653-1502-5
- The Sagan Diary Scalzi, John (2007). The Sagan Diary. Old Man's War. Subterranean Press. ISBN 978-1-59606-103-3
- The Last Colony Scalzi, John (2007). The Last Colony. Old Man's War. Tor Books. ISBN 0-7653-1697-8
- Zoe's Tale Scalzi, John (2008). Zoe's Tale. Old Man's War. Tor Books. ISBN 0-7653-1698-6
- After the Coup (e-bok) Scalzi, John (2008). After the Coup. Old Man's War. Tor.com
- The Human Division Scalzi, John (2013). The Human Division. Old Man's War. Tor Books. ISBN 978-0-7653-3351-3
- The End of All Things Scalzi, John (2015). The End of All Things. Old Man's War. Tor Books. ISBN 978-0-7653-7607-7

##### The Android's Dream-serien
- The Android's Dream Scalzi, John (2006). The Android's Dream. The Android's Dream. Tor Books. ISBN 0-7653-0941-6
- Judge Sn Goes Golfing Scalzi, John (2009). Judge Sn Goes Golfing. The Android's Dream. Subterranean Press

##### Lock In
- Lock In Scalzi, John (2014). Lock In. Tor Books. ISBN 978-0-7653-7586-5
- Unlocked: An Oral History of Haden's Syndrome (novell) Scalzi, John (2014). Unlocked: An Oral History of Haden's Syndrome. Subterranean Press. ISBN 978-1-59606-683-0
- Head On (släpps 2018)

##### The Collapsing Empire-serien[29]
- The Collapsing Empire (publiceras i mars 2017) Scalzi, John (2017). The Collapsing Empire. Tor Books
- The Last Emperox (publiceringsdatum ej bestämt)

#### Fristående böcker

##### Romaner
- Agent to the Stars Scalzi, John (2005). Agent to the Stars. Subterranean Press. ISBN 1-59606-020-4
- Fuzzy Nation Scalzi, John (2011). Fuzzy Nation. Tor Books. ISBN 0-7653-2854-2
- Redshirts Scalzi, John (2012). Redshirts. Tor Books. ISBN 0-76531-699-4

##### Kortromaner och noveller
- The God Engines Scalzi, John (2009). The God Engines. Subterranean Press. ISBN 978-1-59606-299-3
- The Dispatcher Scalzi, John (2016). The Dispatcher. Audible Studios

### Facklitteratur
- The Rough Guide to Money Online Scalzi, John (2000). The Rough Guide to Money Online. Rough Guide Books
- The Rough Guide to the Universe Scalzi, John (2003). The Rough Guide to the Universe. Rough Guide Books. ISBN 1-85828-939-4
- The Book of the Dumb Scalzi, John (2003). The Book of the Dumb. Portable Press. ISBN 1-59223-149-7
- The Book of the Dumb 2 Scalzi, John (2004). The Book of the Dumb 2. Portable Press. ISBN 1-59223-269-8
- The Rough Guide to Sci-Fi Movies Scalzi, John (2005). The Rough Guide to Sci-Fi Movies. Rough Guide Books. ISBN 1-84353-520-3
- You're Not Fooling Anyone When You Take Your Laptop to a Coffee Shop: Scalzi on Writing  You're Not Fooling Anyone When You Take Your Laptop to a Coffee Shop: Scalzi on Writing. Subterranean Press. 2007. ISBN 1-59606-063-8
- Your Hate Mail Will Be Graded: Selected Writing, 1998–2008 Scalzi, John (2008). Your Hate Mail Will Be Graded: Selected Writing, 1998–2008. Subterranean Press. ISBN 1-59606-211-8
- The Mallet of Loving Correction Scalzi, John (2013). The Mallet of Loving Correction. Subterranean Press. ISBN 1-59606-579-6

### Som redaktör
- Subterranean Magazine, #4 (2006, Subterranean Press)
- METAtropolis Scalzi, John (2009). METAtropolis. Subterranean Press. ISBN 1-59606-238-X

## Priser och nomineringar
- 2005 – fick priset "John W. Campbell Award for Best New Writer" för debuten "Old Man's War"
- 2006 –  Old Man's War nominerad till Hugopriset för bästa nya roman och till en Locus Award för bästa debutroman[30]
- 2007 – vann en Geffen Award (Bäst översatt science fiction i Israel) för Old Man's War, översatt av Raz Greenberg[31]
- 2007 – The Ghost Brigades nominerades till det libertarianska science fiction-priset Prometheus Award[32]
- 2007 – Scalzi nominerades till Hugopriset i kategorin "Best Fan Writer"
- 2008 – Scalzi vann Hugopriset i kategorin "Best Fan Writer"[2]
- 2008 – The Last Colony nominerades till Hugopriset för bästa roman[2]
- 2009 – Your Hate Mail Will Be Graded: A Decade of Whatever 1998–2008 belönades med Hugopriset i kategorin "Best Related Book"[18]
- 2009 – METAtropolis nominerades till Hugopriset i kategorin "Best Dramatic Presentation, Long Form"[18]
- 2009 –  Zoe's Tale nominerades till Hugopriset för bästa roman, Andre Norton Award för bästa ungdomssci-fi/fantasy, Romantic Times Reviewer's Choice Award för bästa science fiction-roman[33], och Locus Award för bästa ungdomsbok[23]
- 2009 – After the Coup nominerades till en Locus Award för bästa novell
- 2010 – Scalzi vann det japanska litteraturpriset Seiun Award med The Last Colony
- 2010 – Scalzi vann det tyska sci-fi-priset Kurd-Laßwitz-Preis för The Android's Dream
- 2010 – The God Engines nominerades till Hugopriset för bästa novell, och till Nebula Award för bästa novell.[34]
- 2012 – Scalzi vann ljudbokspriset Audie Award i kategorin "Best Science Fiction Audiobook" med Fuzzy Nation[35]
- 2013 – Redshirts vann Hugopriset för bästa roman[3]
- 2013 – vann det japanska litteraturpriset Seiun Award med The Android's Dream[36]
- 2014 – Lock In kom på andra plats i Goodreads Choice Awards i "Science Fiction"-kategorin[37]
- 2015 – The End of All Things nominerades till Goodreads Choice Awards i "Science Fiction"-kategorin[38]
- 2015 – Lock in vann en Alex Award[39]